# Dirophanes shiodai
Dirophanes shiodai är en stekelart som först beskrevs av Tohru Uchida 1936.  Dirophanes shiodai ingår i släktet Dirophanes och familjen brokparasitsteklar. Inga underarter finns listade i Catalogue of Life.